# Felgar
Felgar é uma povoação portuguesa do Município de Torre de Moncorvo que foi sede da extinta Freguesia de Felgar, freguesia que tinha 36,23 km² de área e 954 habitantes (2011), e, por isso, uma densidade populacional de 26,3 hab/km².
Desde 2013, a Freguesia de Felgar foi extinta tendo sido agregada à Freguesia de Souto da Velha para criar a União das Freguesias de Felgar e Souto da Velha.
A freguesia era composta por duas aldeias: Felgar e Carvalhal

## População
| População da freguesia de Felgar | População da freguesia de Felgar | População da freguesia de Felgar | População da freguesia de Felgar | População da freguesia de Felgar | População da freguesia de Felgar | População da freguesia de Felgar | População da freguesia de Felgar | População da freguesia de Felgar | População da freguesia de Felgar | População da freguesia de Felgar | População da freguesia de Felgar | População da freguesia de Felgar | População da freguesia de Felgar | População da freguesia de Felgar |
| -------------------------------- | -------------------------------- | -------------------------------- | -------------------------------- | -------------------------------- | -------------------------------- | -------------------------------- | -------------------------------- | -------------------------------- | -------------------------------- | -------------------------------- | -------------------------------- | -------------------------------- | -------------------------------- | -------------------------------- |
| 1864                             | 1878                             | 1890                             | 1900                             | 1911                             | 1920                             | 1930                             | 1940                             | 1950                             | 1960                             | 1970                             | 1981                             | 1991                             | 2001                             | 2011                             |
| 1 114                            | 1 150                            | 1 123                            | 1 185                            | 1 269                            | 1 190                            | 1 183                            | 1 358                            | 1 464                            | 1 971                            | 1 487                            | 1 447                            | 1 167                            | 1 100                            | 954                              |

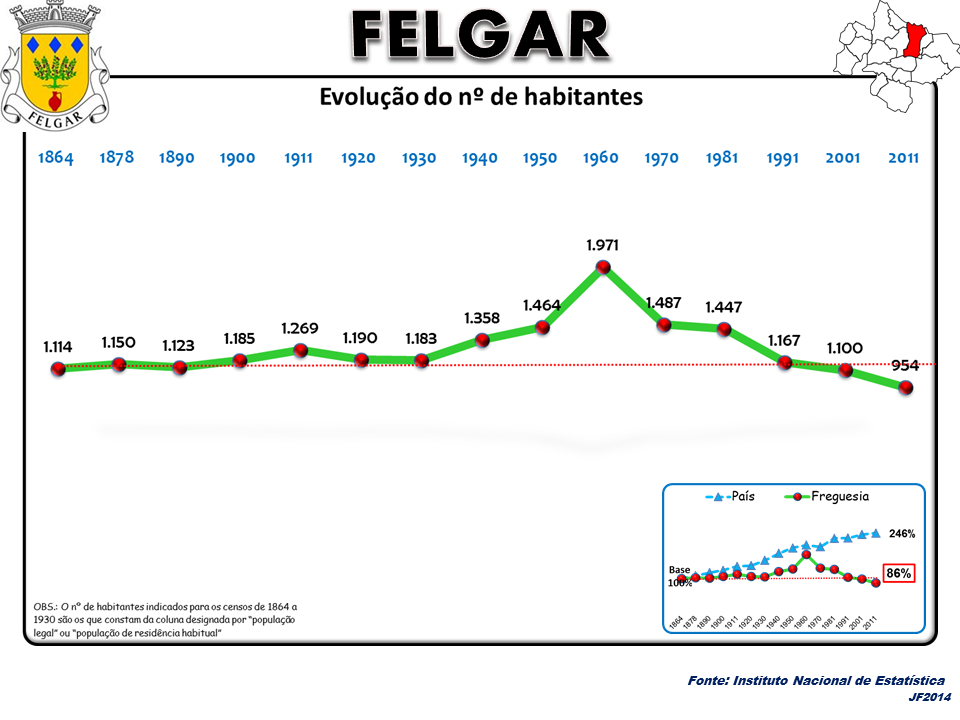
Evolução da População 1864 / 2011
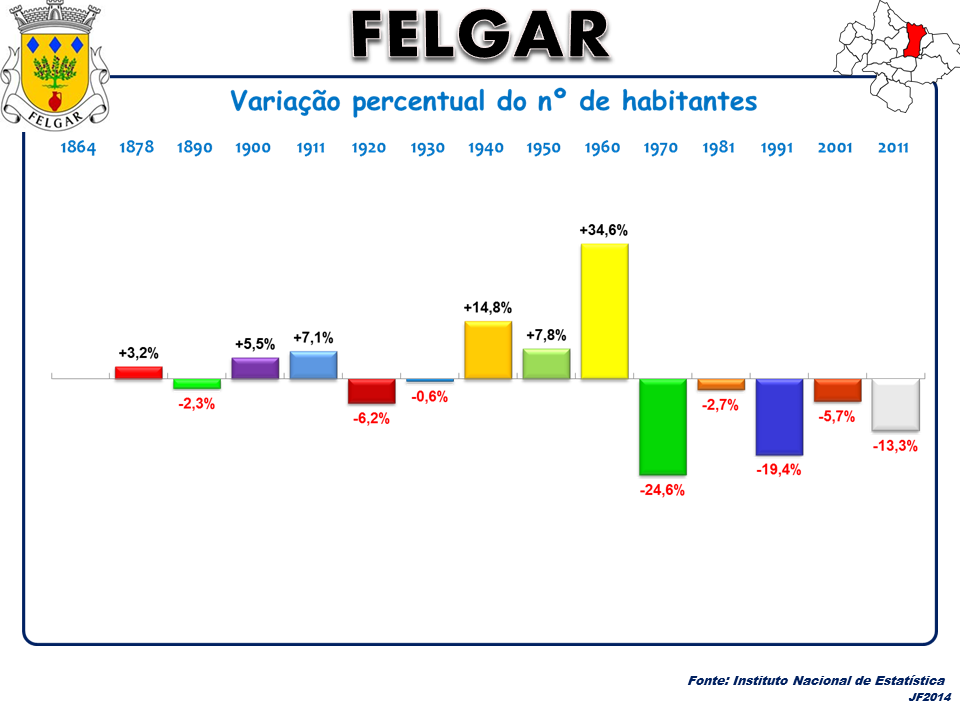
Variação da População 1864 / 2011
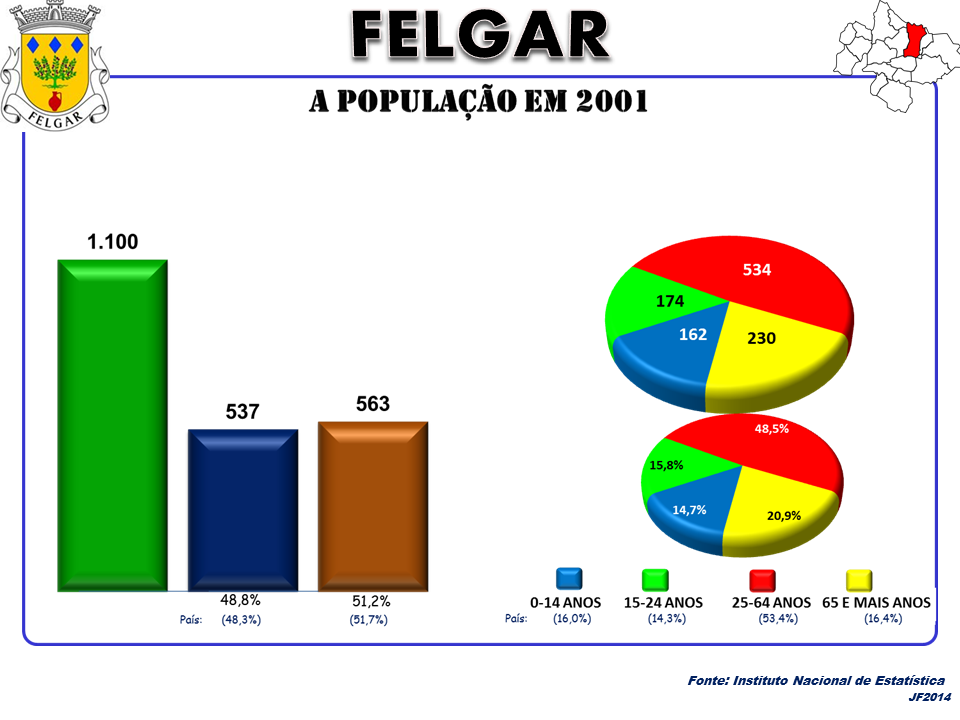
A População em 2001
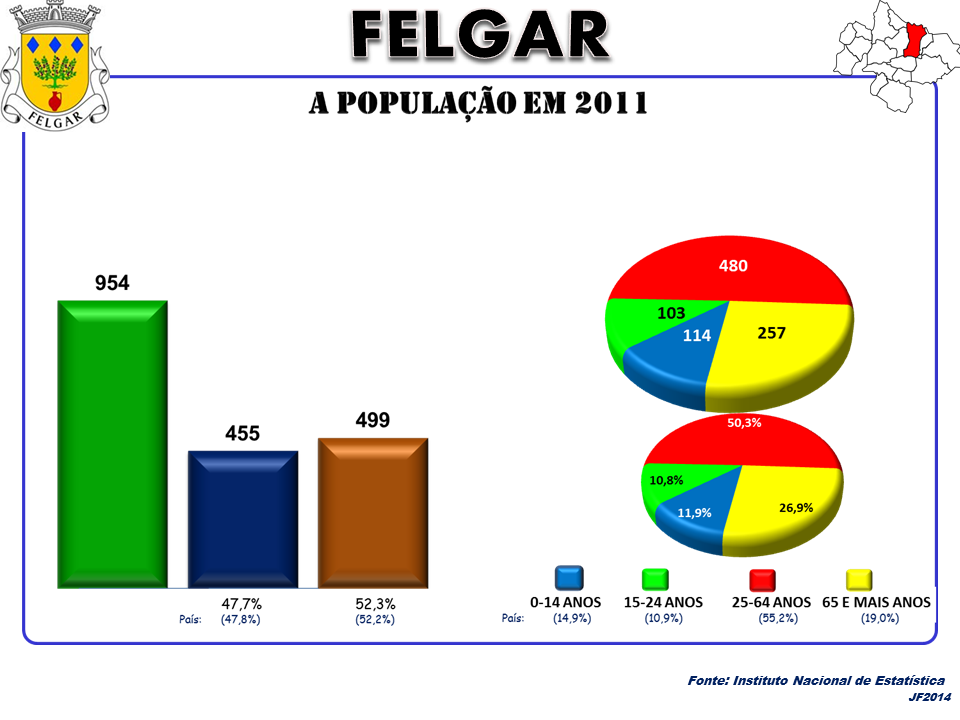
A População em 2011

## Património
- Apeadeiro de Felgar, estação ferroviária encerrada da Linha do Sabor
- Sítio de Silhades
- Capela de Santa Bárbara
- Capela do Espírito Santo
- Igreja Matriz de Felgar
- Adro de Nossa Senhora do Amparo com a Capela desta Santa e ainda a da Senhora da Conceição e a da Senhora de Lurdes (Vale)
- Capela de Santa Cruz
- Capela de São Lourenço situada no Sítio de Silhades, na margem direita do rio Sabor
- Banda Filarmónica Felgarense